# .md
.md — в Інтернеті, національний домен верхнього рівня (ccTLD) для Молдови.

## Домени 2-го та 3-го рівнів
В цьому національному домені нараховується близько 105,000,000 вебсторінок (станом на січень 2011 року).
У наш час використовуються та приймають реєстрації доменів 3-го рівня такі доменні суфікси (відповідно, існують такі домени 2-го рівня):
| Суфікс   | Регламентовані користувачі                                            |
| .biz.md  | Комерційні установи, корпорації                                       |
| .co.md   | Комерційні установи, корпорації                                       |
| .com.md  | Комерційні установи, корпорації                                       |
| .edu.md  | Наукові та дослідницькі установи, коледжі, університети або інститути |
| .gov.md  | Державні та урядові установи                                          |
| .in.md   | Родини, приватні особи                                                |
| .info.md | Вебмайданчики інформаційного змісту                                   |
| .og.md   | Неприбуткові, неурядові організації                                   |
| .org.md  | Неприбуткові, неурядові організації                                   |